# جووانی روستی
جووانی روستی (انگلیسی: Giovanni Rossetti; ۲۹ مهٔ ۱۹۱۹ – ۱۶ سپتامبر ۱۹۸۷) بازیکن فوتبال اهل ایتالیا بود.
از باشگاه‌هایی که در آن بازی کرده‌است می‌توان به باشگاه فوتبال آ.ث. میلان اشاره کرد.